# Municipio de Montmorency (Míchigan)
El municipio de Montmorency (en inglés: Montmorency Township) es un municipio ubicado en el condado de Montmorency en el estado estadounidense de Míchigan. En el año 2010 tenía una población de 1117 habitantes y una densidad poblacional de 3,07 personas por km².

## Geografía
El municipio de Montmorency se encuentra ubicado en las coordenadas 45°10′20″N 84°7′51″O / 45.17222, -84.13083. Según la Oficina del Censo de los Estados Unidos, el municipio tiene una superficie total de 363.81 km², de la cual 353,82 km² corresponden a tierra firme y (2,75 %) 9,99 km² es agua.

## Demografía
Según el censo de 2010, había 1117 personas residiendo en el municipio de Montmorency. La densidad de población era de 3,07 hab./km². De los 1117 habitantes, el municipio de Montmorency estaba compuesto por el 97,58 % blancos, el 1,07 % eran amerindios, el 0,45 % eran asiáticos y el 0,9 % eran de una mezcla de razas. Del total de la población el 0,54 % eran hispanos o latinos de cualquier raza.